# Karl Kilchling
Karl Wilhelm Kilchling (* 8. August 1886 in Weitenau; † 26. Dezember 1962 in Freiburg im Breisgau) war ein deutscher Geophysiker, Hochschullehrer,
Erfinder und Ministerialbeamter.

## Leben
Kilchling promovierte 1910 an der Albert-Ludwigs-Universität Freiburg zum Dr. phil. mit einer Doktorarbeit zum Thema Absorptionsmessungen und Berechnung der schwingenden Elektronen und Ionen des Moleküls aus den Absorptions- und Dispersionskurven.
Von 1915 bis 1949 war er Lehrer an der Hindenburgschule in Freiburg.
1945 wurde er erster Syndikus der Universität Freiburg. Ab 1947 war er Honorarprofessor für Geophysik an der Naturwissenschaftlich-Mathematischen Fakultät der Universität Freiburg, wo er Übungen in angewandter Geophysik anbot. Im Badischen Ministerium des Kultus und Unterrichts in Freiburg war er als Hochschulreferent tätig. 1946 wurde Kilchling Oberregierungsrat und 1948 Ministerialrat. 1949 ließ er sich in den Ruhestand versetzen.
Kilchling war von 1924 bis 1945 Mitglied der Deutschen Physikalischen Gesellschaft. In der Naturforschenden Gesellschaft zu Freiburg im Breisgau war er 1950 stellvertretender Vorsitzender.

## Patente (nicht vollständig)
Im September 1932 wurde er bei einem deutschen Patent (Laufwerk mit Hemmwerk) als Erfinder eingetragen und im Januar 1934 wurde ein amerikanisches Patent erteilt, das Kilchling als Erfinder eines Herstellverfahrens für beschichtete Metallfolien ausweist. 1952 wurde ein Patent über ein Verfahren zur Herstellung von Überzügen aus in der Hitze härtbaren Lacken veröffentlicht. 1958 wurde ein weiteres Patent von Kilchling veröffentlicht (Verfahren zur Aufrauhung von Elektroden für Elektrolytkondensatoren).
Insgesamt finden sich auf Espacenet der Datenbank des Europäischen Patentamtes 20 Patentschriften, die Kilchling als Erfinder nennen. Neben Eigenanmeldungen gab es auch eine Anzahl von Patenten die auf den Namen der Aluminiumwerk Tscheulin G.m.b.H., Teningen angemeldet wurden und demnach aus Auftragsentwicklungen für Emil Tscheulin entstanden.

## Schriften (Auswahl)
- Absorptionsmessungen und Berechnung der schwingenden Elektronen und Ionen des Moleküls aus den Absorptions- und Dispersionskurven. Phil. Diss. vom 25. Juni 1910, Univ. Freiburg i. B., Verlag Dölter, Emmendingen 1910.
- Zur Eötvösschen Drehwaage. In: Berichte der Naturforschenden Gesellschaft zu Freiburg. Band 39, 1949, S. 225–233 (zobodat.at [PDF; 792 kB; abgerufen am 24. April 2023]).
- Über neue Drehwaagenformen für Schweremessungen. In: Gerlands Beiträge zur Geophysik, Band 61, Heft 2, 1950, S. 79–85
- Über eine Drehwaage zur/Messung von Uzzx und Uzzy. In: Gerlands Beiträge zur Geophysik, Band 61, Heft 3, 1950, S. 181–183.